# Hiroshi Motomiya
Hiroshi Motomiya (本宮 ひろ志, Motomiya Hiroshi), est un mangaka japonais né le 25 juin 1947 dans la préfecture de Chiba au Japon. Il est fondateur et membre du groupe de mangaka Moto Kikaku.

## Biographie
Il s'engage[Quand ?] dans les force aérienne d'autodéfense japonaise afin de devenir pilote, mais est contraint de renoncer à cause d'une maladie cardiaque.
Il fait ses débuts en 1965.
Il apprécie l'œuvre de Hiroshi Hirata.

## Œuvres
- 1966 : Nankai no Taiyou (南海の太陽?)[BU 1].
- 1969 : Otoko Ippiki Gaki Daishou (男一匹ガキ大将?), pré-publié dans Shuukan Shounen Jump ; 20 volumes publiés chez Shueisha[BU 2].
- 1972 :
  - Golden Boy (ゴールデンボーイ?), 2 volumes publiés chez Asahi Sonorama[BU 3].
  - Danryuuden (群竜伝?), 4 volumes publiés chez Kodansha ; republié en 3 volumes en 1994 et 1998[BU 4].
- 1973 :
  - Oobora Ichidai (大ぼら一代?), pré-publié dans Shuukan Shounen Jump ; 11 volumes publiés chez Shueisha[BU 5].
  - Teppei no Tocchan (鉄平のとっちゃん?), 1 volume publié chez Asahi Sonorama[BU 6].
  - Musashi (武蔵?), pré-publié dans Shuukan Shounen Jump ; 2 volumes publiés chez Asahi Sonorama[BU 7].
- 1975 :
  - Sanada Juuyuushi (真田十勇士?), 6 volumes publiés chez Shueisha[BU 8].
  - Ore no sora (俺の空?), pré-publié dans Weekly Playboy ; 8 volumes publiés chez Shueisha[BU 9].
  - Gakuran Jingi (ガクラン仁義?), 1 volume publié chez Kodensha[BU 10].
- 1976 :
  - Zero no Shirataka (ゼロの白鷹?), pré-publié dans Shuukan Shounen Jump ; 4 volumes publiés chez Shueisha[BU 11].
  - Kouha Ginjirou (?), pré-publié dans Gekkan Shounen Jump ; 9 volumes publiés chez Shueisha[BU 12].
- 1977 : Sugata Sanshirou (姿三四郎?), 7 volumes publiés chez Kodansha[BU 13].
- 1978 :
  - Sawayaka Mantarou (さわやか万太郎?), pré-publié dans Shuukan Shounen Jump ; 10 volumes publiés chez Shueisha[BU 14].
  - Don (ドン 極道水滸伝?), pré-publié dans Big Comic ; 3 volumes publiés chez Shogakukan[BU 15].
  - Big-Gun (ビッグガン?), pré-publié dans Shuukan Shounen Jump ; 1 volume publié chez Shueisha[BU 14].
- 1979 : Otokogi (男樹?), pré-publié dans Big Comic ; 6 volumes publiés chez Shogakukan[BU 16].
- 1980 :
  - Genkotsu Kaidou (げんこつ街道?), 1 volume publié chez Shueisha[BU 16].
  - Yamazaki Ginjirou (山崎銀次郎?), pré-publié dans Shuukan Shounen Jump ; 5 volumes publiés chez Shueisha[BU 14].
- 1981 : Ore no Sora - Keiji Hen (俺の空 刑事編?), pré-publié dans Shuukan Shounen Jump ; 7 volumes publiés chez Shueisha[BU 17].
- 1982 : Yabure Kabure (やぶれかぶれ?), pré-publié dans Shuukan Shounen Jump ; 3 volumes publiés chez Shueisha[BU 18].
- 1983 : Tenchi o Kurau (天地を喰らう?), pré-publié dans Shuukan Shounen Jump ; 7 volumes publiés chez Shueisha[BU 19].

- 2012 : Ore no Sora - Keiji Hen (II) (俺の空 刑事編 (II)?), pré-publié dans Business Jump ; 2 volumes publiés chez Shueisha[BU 20].
  - Ore no Sora - Sanshirou Hen (俺の空 三四郎編?), pré-publié dans Shuukan Young Jump ; 8 volumes publiés chez Shueisha[BU 21].
- Salary Man Kintaro
  - Salaryman Kintarou - Gojissai (サラリーマン金太郎 五十歳?), pré-publié dans Shuukan Young Jump[BU 22].
- Shugyaku no Na Henshuu (本宮ひろ志 珠玉の名編集?), publié chez Kodansha[BU 23].

- La silhouette d’une île lointaine
- Je ne suis pas mort

## Sources